# Funisciurus isabella
Funisciurus isabella је сисар из реда глодара и породице веверица (Sciuridae)

## Распрострањење
Ареал врсте покрива средњи број држава. Врста је присутна у Габону, Камеруну, Централноафричкој Републици, Републици Конго и Екваторијалној Гвинеји.

## Станиште
Станиште врсте су шуме.

## Угроженост
Ова врста није угрожена, и наведена је као последња брига јер има широко распрострањење.